# Antal Apró
Antal Apró (maďarsky Apró Antal; 8. února 1913, Szeged – 9. prosince 1994, Budapest) byl maďarský komunistický politik, v letech 1957 až 1989 člen nejužšího vedení MSZMP, mezi lety 1971 a 1984 předseda parlamentu, bývalý ministr lehkého průmyslu a výstavby 

## Biografie
Narodila se roku 1913 v Szegedu jako nemanželské dítě Pirosky Apró, 19leté římskokatolické kuchařky narozené ve městě Mindszent. Podle tehdejšího zvyku pro děti narozené mimo manželství dostal příjmení své matky, která ho nemohla zaopatřit a dala ho do dětského domova. 
Po ukončení základní školy pracoval jako pomocný malíř pokojů v Makó a poté v Budapešti. Od roku 1930 byl členem Maďarského zemského sdružení stavebních dělníků (MÉMOSZ) a roku 1931 vstoupil do Strany komunistů Maďarska (KMP). Od roku 1935 byl jedním z organizátorů stávek stavebních dělníků. 
V roce 1938 byl zvolen do celostátního vedení MÉMOSZ. Byl několikrát zatčen a internován, v roce 1942 byl zatčen a spolu s László Rajkem poslán do tábora v Kistarcsa, odkud po více než roční internaci uprchl a pokračoval v organizování ilegálního komunistického hnutí v Budapešti. V září 1944 se stal členem Ústředního výboru Mírové strany (Békepárt) a byl pověřen obstaráváním zbraní nezbytných pro odboj. Dne 22. ledna 1945 se stal členem Ústředního vedení Maďarské komunistické strany (MKP). Od května 1946 byl náhradníkem a poté řádným členem Politického výboru MKP a od října 1946 se podílel na práci Organizačního výboru. V roce 1948 byl členem Společného organizačního výboru MKP-SZDP (Sociálně demokratická strana). 

### Rákosiho éra (1948–1956)
V letech 1948 až 1951 byl generálním tajemníkem Národní rady odborových svazů (SZOT). Generální tajemník Mátyás Rákosi a ministr vnitra Ernő Gerő ho kritizovali za jeho „syndikalismus“ a málem byl obviněn v Kádárově procesu. 
Od srpna 1949 do začátku ledna 1952 a od července do listopadu 1953 byl členem Prezidiální rady MLR. Začátkem roku 1952 se stal ministrem průmyslu stavebních hmot a po sloučení ministerstev se od července 1953 stal prvním náměstkem ministra stavebnictví. V červnu 1953 byl odvolán z Politického výboru (PB) Maďarské strany pracujících (MDP), ale v listopadu byl znovu zvolen a poté se stal místopředsedou Rady ministrů. Byl členem výboru řídícího realizaci rozhodnutí o rehabilitaci neprávem odsouzených bývalých členů strany a po březnu 1955 výboru zabývajícího se rehabilitací obětí koncepčních procesů. Dne 16. června 1956 byl zvolen předsedou Národní rady Vlastenecké lidové fronty (HNF). Tuto funkci zastával až do roku 1957. Dne 6. října 1956 pronesl projev na pohřbu László Rajka a jeho popravených společníků.

### Povstání (1956)
V noci na 23. října 1956 byl zvolen členem Vojenského výboru MDP. Druhý den v interní směrnici nazval účastníky revoluce „fašisty“. Od 27. října byl v národní vládě Imre Nagye místopředsedou Rady ministrů a ministrem výstavby. Dne 28. října byl zařazen do předsednictva zřízeného pro řízení strany. Dne 2. listopadu 1956 uprchl na sovětského velitelství umístěné v Tökölu a poté byl převezen do Szolnoku. Od 4. listopadu byl v Kádárově vládě zodpovědný za průmyslové záležitosti. Od 7. listopadu 1956 byl členem Dočasného výkonného výboru (IIB) Maďarské socialistické dělnické strany (MSZMP). 

### Kádárova éra (1956–1989)
Po revoluci v roce 1956 byl jmenován prezidentem Společnosti maďarsko-sovětského přátelství.
V roce 1957 se stal místopředsedou Rady ministrů. Osobně dohlížel na koncepční proces s Imre Nagyem a jeho spolupracovníky. Dne 17. června 1958 oznámil v Zemském shromáždění popravu Imre Nagye a jeho tří společníků, kterou nazval „oprávněným uspokojením lidu (...) důstojnou pomstou kontrarevoluce“. Na základě rozhodnutí KB MSZMP mu za tyto zásluhy byla přidělena větší část bývalé vily lékařů Lovassy-Stürmer v ulici Szemlőhegy v Budapešti. Mezi lidmi se nechvalně proslavil svými činy podporující tvrdou odvetnou politiku po roce 1956. Od konce ledna 1958 do září 1961 byl prvním místopředsedou Rady ministrů. V roce 1961 byl jmenován předsedou Výboru pro mezinárodní vztahy. Podepsal za Maďarsko smlouvu na výstavbu ropovodu "Přátelství I." a dokumenty související s programem jaderné elektrárny Paks. Do roku 1971 byl stálým zástupcem Maďarské lidové republiky v Radě vzájemné hospodářské pomoci (RVHP). Dne 12. května 1971 byl zbaven svých dosavadních funkcí a poté zvolen předsedou Zemského sněmu. Tuto pozici zastával až do prosince 1984. Dne 6. ledna 1978 v této funkci přijal od amerického ministra zahraničí Cyruse Vance jménem maďarského lidu Svatou korunu (Szent Korona) vrácenou Spojenými státy americkými. V roce 1973 obdržel sovětský Řád Říjnové revoluce. V roce 1980 byl odvolán z Politického výboru (PB) a v květnu 1988 na stranickém sjezdu i z Ústředního výboru (KB) MSZMP. Dne 8. března 1989 rezignoval na poslanecký mandát a odešel z politického života.

## Soukromý život
Dne 8. května 1938 se v Budapešti oženil s Klárou Kovách, rozvedenou římskou katoličkou, narozenou v obci Pély, dcerou Istvána Kovácha a Márie Vargy.
Jeho dcerou byla komunistická nomenklaturní ekonomka Piroska Apró (* 1947) a vnučkou levicová politička Klára Dobrev (* 1972), manželka kontroverzního levicového premiéra Ference Gyurcsánye (MSZP, později DK).

## Dílo
- Munkásegységgel – a magasabb életszínvonalért. Farkas Mihály, Kossa István, Apró Antal felszólalásai a Magyar Kommunista Párt 3. kongresszusán; Szikra, Budapest, 1946.
- Szakszervezeti feladatok. Apró Antal előadásai alapján; MKP Országos Oktatási Osztálya, Bp., 1947 (Oktatási füzetek. Városi tanfolyam. Gyakorlati ismeretek)
- Szakszervezetek a szocializmus építéséért; Szakszervezeti Tanács, Budapest, 1948.
- A Hazafias Népfront és a tanácsválasztások kérdései; hozzászólás Farkas Mihály, Ács Lajos; Szikra, Budapest, 1954.
- A tanácsok szerepe népi demokratikus rendszerünkben; Kossuth, Budapest, 1959.
- A szocialista országok gazdasági együttműködésének legfontosabb kérdései; Kossuth, Budapest, 1960 (Az MSZMP Központi Bizottsága Politikai Akadémiája).
- A szocialista országok gazdasági együttműködéséért; Kossuth, Budapest, 1964.
- A szocialista országok gazdasági együttműködésének időszerű kérdései; Kossuth, Budapest, 1964 (Az MSZMP Központi Bizottsága politikai akadémiája).
- Gazdasági együttműködésünk a szocialista országokkal; Kossuth, Budapest, 1966 (Az MSZMP Központi Bizottsága politikai akadémiája).
- A KGST-országok gazdasági együttműködése és a magyar népgazdaság; Kossuth, Budapest, 1968.
- A szocializmus építésének útján; Kossuth, Budapest, 1975.